# 431 Nephele
431 Nephele eller 1897 DN är en stor asteroid i huvudbältet, som upptäcktes 18 december 1897 av den franske astronomen Auguste Charlois. Den är uppkallad efter Nefele i den grekiska mytologin.
Asteroiden har en diameter på ungefär 101 kilometer och tillhör asteroidgruppen Themis.